# Miroslav Tanjga
Miroslav Tanjga (serbisch: Mиpocлaв Taњгa; * 22. Juli 1964 in Vinkovci) ist ein ehemaliger serbischer Fußballspieler. 

## Spielerkarriere
Tanjga begann seine Spielerkarriere im Seniorenbereich 1984 in seiner Geburtsstadt bei Dinamo Vinkovci, das zu diesem Zeitpunkt in der höchsten jugoslawischen Liga, der Prva Liga, spielte. 1987 stieg Dinamo in die zweite Liga ab. Nachdem der Wiederaufstieg misslang, wechselte Tanjga zu FK Vojvodina. Mit Novi Sad wurde der Abwehrspieler in seiner ersten Saison jugoslawischer Meister.
1991 ging Tanjga zum Rekordmeister FK Roter Stern Belgrad. Da Roter Stern in der Vorsaison den Europapokal der Landesmeister gewonnen hatte, stand der Verein im Finale des UEFA-Super-Cups 1991. Im Old Trafford musste Tanjga sich mit Belgrad jedoch dem gastgebenden Manchester United mit 0:1 geschlagen geben, in der Liga gelang Roter Stern der Meistertitel-Hattrick. Tanjga konnte sich nicht in der Stammelf festspielen, sodass er nach einer Saison in die Türkei zu Fenerbahçe Istanbul wechselte. Doch auch dort hatte Tanjga Probleme, woraufhin er Istanbul nach wenigen Monaten in Richtung Deutschland wieder verließ.
Dort unterschrieb er einen Vertrag beim Zweitligisten Hertha BSC. Dort wurde er umgehend eine feste Größe, verfehlte mit Hertha aber 1993 den Aufstieg. Nachdem sich die Berliner in den beiden folgenden Spielzeiten jeweils nur den elften Platz belegt hatten und in der Spielzeit 1995/96 gar erst am letzten Spieltag den Klassenerhalt aufgrund der besseren Tordifferenz gesichert hatten, einigte sich Tanjga mit dem Verein auf eine vorzeitige Vertragsauflösung.
So wechselte Tanjga im Sommer 1996 zum Ligakonkurrenten 1. FSV Mainz 05. Mit den Mainzern verfehlte er in der Spielzeit 1996/97 als Tabellenvierter knapp den Aufstieg. In den beiden folgenden Jahren konnte er mit dem FSV nicht mehr an diese Leistung anknüpfen. Sein letztes Ligaspiel bestritt Miroslav Tanjga wegen Verletzungen bereits 1999. Sein Vertrag lief erst im Jahr 2001 aus.

## Scoutkarriere
Nach seiner Spielerkarriere war Tajnga zusammen mit Vjekoslav Škrinjar in der Scouting-Abteilung von Mainz 05 für den Bereich Balkan zuständig.

## Erfolge
- Jugoslawischer Meister: 1989 (FK Vojvodina); 1992 (FK Roter Stern Belgrad)